# Neocordulia carlochagasi
Neocordulia carlochagasi – gatunek ważki z rodziny Synthemistidae. Występuje na terenie Ameryki Południowej; stwierdzony w stanach Minas Gerais, Rio de Janeiro i São Paulo w południowo-wschodniej Brazylii.